# Levin Kipnis
Levin Kipnis (hébreu : לֶוִין קִיפְּנִיס), né à Ushomyr (uk) dans la Zone de résidence russe des Juifs (actuellement en Ukraine), à la date incertaine du 17 août 1894 et mort à Tel Aviv le 20 juin 1990, est un éducateur, auteur et poète israélien du XXe siècle, lauréat du Prix Israël pour la littérature d'enfance en 1978.

## Biographie

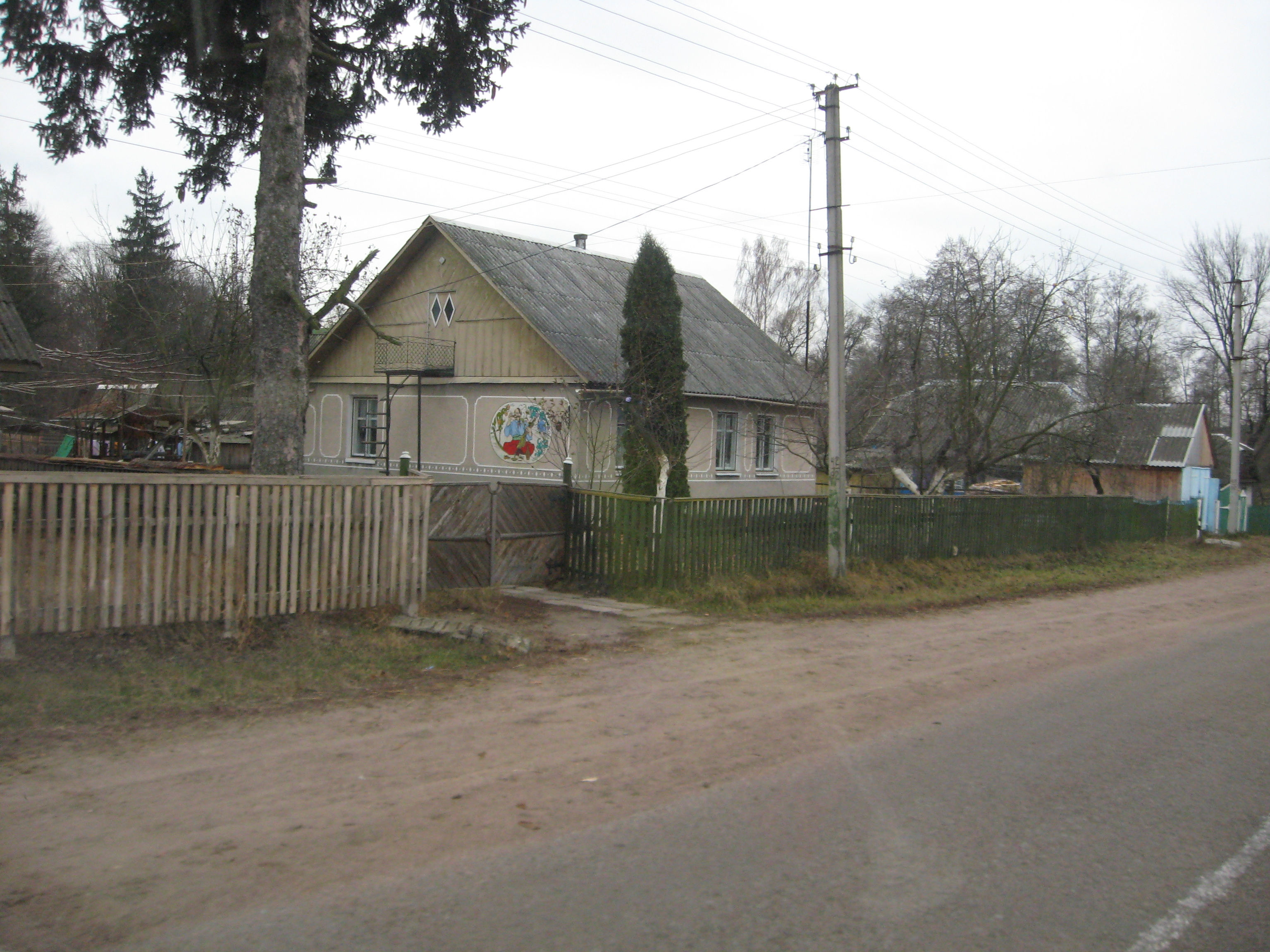
Une datcha à Ushomyr, en 2011.

Levin Kipnis naît dans une famille de 10 enfants à Ushomyr, un pauvre village à forte composante juive de Volhynie dans la zone de résidence assignée aux Juifs par l'empire russe. Sa carte d'identité et sa pierre tombale portent le 13 kislev 1894 comme date de naissance mais lui-même indique le 15 av 1890 dans sa lettre de candidature à l'école Bezalel (ancêtre de l'académie homonyme) et au dos d'une photographie dédicacée à son oncle.
Son père Paysseh, chantre au sein d'une lignée de chantres (le fils aîné des Kipnis la poursuivra à la Grande Synagogue de Tel Aviv), nomme son fils d'après l'aïeul de celui-ci, et l'envoie au heder, une école élémentaire d'éducation juive. Bien qu'il s'y révèle « génial » lorsqu'il est laissé aux bons soins d'un instituteur apprécié, l'enfant tombe souvent sur des maîtres qu'il juge aussi stricts que bêtes, et il se réfugie souvent dans les greniers pour apprendre l’hébreu en cachette ou s’adonner au dessin et à la gravure sur bois. Son père, notant ce talent, l'encourage à pratiquer la calligraphie hébraïque et l'enfant contribue aux entrées familiales en rédigeant des textes pour les boîtes placées aux linteaux des portes.
Découvrant par hasard la littérature enfantine en hébreu, il se découvre une vocation et crée de toutes pièces le journal Pra'hei Levi (« Les fleurs de Levi ») à l'âge de 13 ans, puis publie son premier poème, Hayeled ha'holè (« L'enfant malade »), dans le magazine Hapra'him (« Les Fleurs ») en 1911. Après avoir poursuivi son éducation à Jytomyr et à Varsovie, il revient dans son village natal, où il fonde un heder « amélioré » (he) d'orientation sioniste, ouvre une bibliothèque hébraïque et met en scène les spectacles pour enfants qu'il a écrits.
En 1913, il rejoint la deuxième vague d'immigration juive (he) en Palestine ottomane et s'inscrit à l'école Bezalel. C'est en se rendant aux cours qu'il passe chaque matin à proximité de jardin d'enfants et constate la carence en chants pour enfants en classes maternelles. Doué d'un talent pour créer rapidement ce qui pourrait passer pour du folklore ancien, il comble ce manque, en commençant avec Hanoukkia sapri li ma'assiya (« Lumière de Hanoucca, raconte-moi une histoire ») qui trouve rapidement son public,,.
Avec le déclenchement de la Première Guerre mondiale, il co-fonde la Sifriya ktana layeladim (« Petite bibliothèque pour les enfants ») à Jaffa qui publie aussi ses premières histoires pour les enfants de maternelle, tout en effectuant des travaux forcés dans l'agriculture pour l'armée ottomane. Après la guerre, il assure l'éducation d'enfants juifs yéménites à Hadera pendant un an (l'histoire qu'il publie en 1930 sur « Roumia, la petite servante » a cependant du mal à passer au XXIe siècle, avec l'emploi du bâton pour corriger l'enfant bâté et la conclusion « heureuse » où la petite Yéménite, correctement éduquée, devient Moria et peut désormais intégrer la société israélienne), et retourne ensuite à Jérusalem à l'invitation de Bezalel pour produire de la littérature enfantine. Il traduit de nombreux contes de l'allemand et du polonais vers l'hébreu, où figurent des ours et des loups des pays froids. Il publie dans ce cadre des recueils de contes et de poèmes, et édite Ganenou (« Notre jardin [d'enfants] »), le premier journal hébraïque destiné aux enseignants de maternelle.
En 1921, il prend la direction d'un orphelinat à Safed en Galilée et part un an plus tard à Berlin en Allemagne pour étudier l'art, publiant trois livres en allemand. Revenu en Palestine mandataire en 1923, il enseigne au Séminaire Levinsky pour les enseignants et les professeurs de maternelle (he). En 1924, il épouse Miriam Lubman, et le couple a deux enfants, Shay et Nitza.

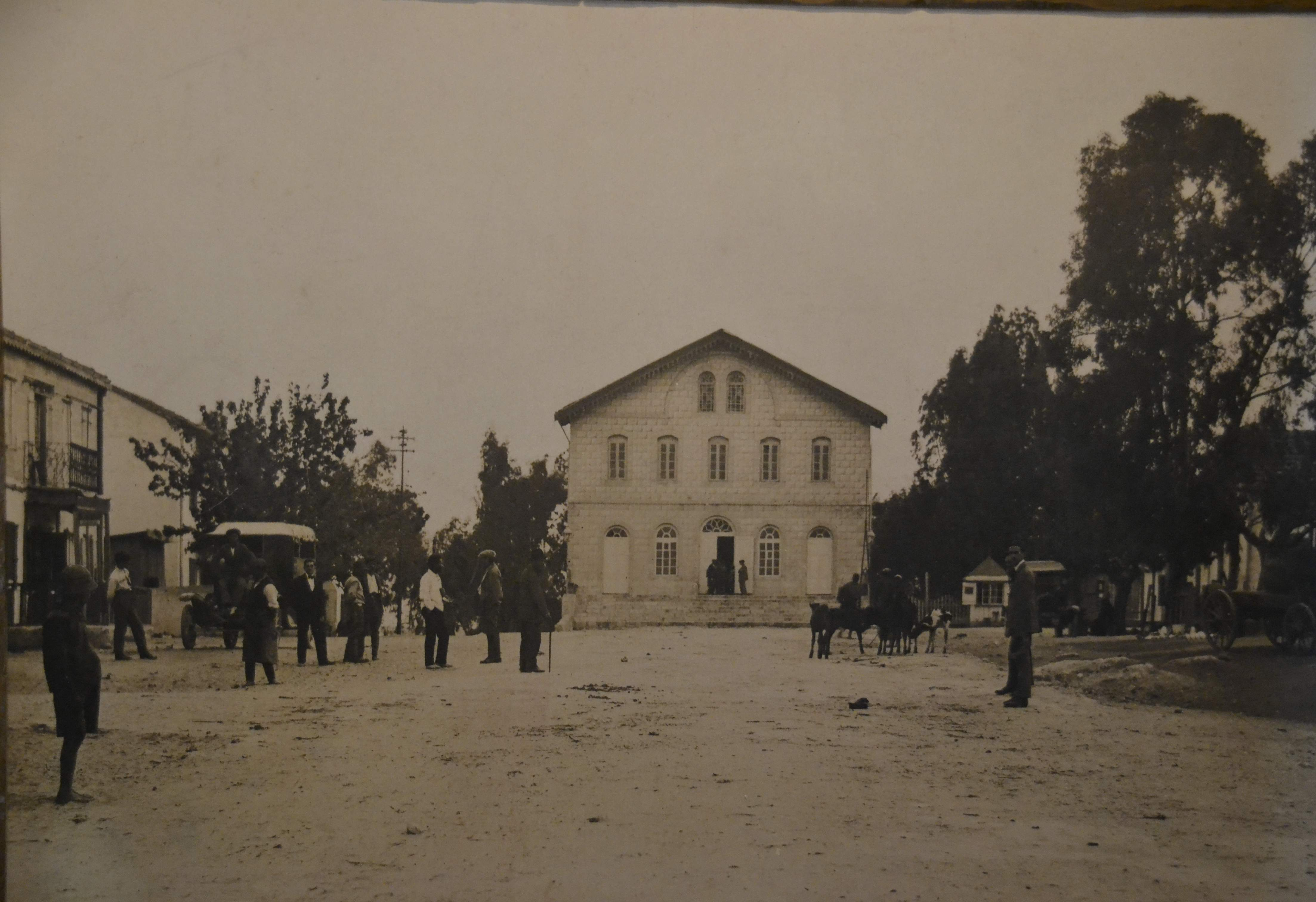
Grande synagogue à Rishon LeTzion (1890)

En 1928, il fonde un théâtre pour enfants, qu'il dirigera pendant 25 ans, outre ses nombreuses activités d'enseignant, écrivain et publiciste. Après une décennie à Tel-Aviv, la famille entend s'établir à Rishon LeZion - ville fondée en 1882 par des compatriotes sioniste originaires de Kharkov, avec l'achat de 3,4 km2 de terres au sud-est de Tel-Aviv, et dont provient son épouse Miriam - mais juste après la construction de leur maison, celle-ci meurt d'une pneumonie en 1935. La famille vit dans la nouvelle maison pendant un an, mais retourne à Tel-Aviv, où Levin Kipnis se remarie avec Deborah Krasnov, une institutrice de maternelle, et le couple a deux autres enfants, Tal et Neta.
Levin Kipnis se retire de l’enseignement en 1956, et se consacre désormais à l’écriture et à l’édition jusqu'à la fin de sa vie en 1990. Il est enterré au cimetière de Kiryat Shaul (en) de Tel Aviv, aux côtés de sa seconde épouse Deborah, morte en 2001.

## Œuvre
Actif de 1910 à 1990, Levin Kipnis qui raconte plaisamment avoir reçu une « plume magique » du prophète Élie, a produit environ 800 histoires et 600 poèmes en hébreu, des livres pour enfants en yiddish dont il a publié un recueil en 1961, et de nombreux chants qui ont intégré le patrimoine culturel israélien.
Le thème du don de soi et l'entraide apparaît dans nombre de ses œuvres, dont son adaptation du conte ukrainien Le Navet Géant (en), devenu Eliezer vehaGezer (« Eliezer et la Carotte ») pour les besoins de la rime ou Narkis melekh habitsa (« Narcisse, le roi de l'étang »), où la fleur est la seule à accepter de se donner en remède au roi des grenouilles, et reçoit ainsi sa couronne (Kipnis, doté d'une conscience écologique avant l'heure, entendait protester de la sorte contre le projet d'assèchement des marais de la Houla). Le spécialiste de la littérature enfantine au ton léger sans manquer d'éduquer semble aussi, avec BeNativ haPele (« Sur le chemin du miracle »), être le premier à avoir pressenti, en 1939, l'urgence de faire venir les Juifs d'Europe en Palestine avant que n'éclate la Shoah.
Levin Kipnis est aussi le plus important pourvoyeur de chants hébreux sur les fêtes juives, les premiers célébrant, comme Shanah Tova (en), l'entreprise d'implantation juive dans son foyer national, les suivants, écrits après l'établissement de l’État d'Israël de 1948, jouant sur les symboles anciens ou modernes de ces fêtes. Il a également composé les textes de chansons à public plus large, comme Rakefet.
Son œuvre est traduite en anglais, en français, en allemand, en russe, en arabe et en yiddish. Elle est conservée au Centre Levin Kipnis destiné à la lecture et la recherche, qui octroie le Prix Kipnis pour récompenser des projets de recherche sur la littérature de jeunesse. Lui-même avait été récompensé à l'international par la médaille Hans-Christian-Andersen en 1988, et en Israël par de nombreux prix, dont le Prix Yatsiv en 1962, le Prix Lamdan en 1976 et le Prix Israël pour la littérature d'enfance en 1978.